# Contos para Alertar o Mundo
Xingshi Hengyan (chinês simplificado: 醒世恆言, pinyin: Xǐng shì héng yán), é o terceiro livro da coleção "As Três Palavras" (chinês: 三言, pinyin: sān yán), uma antologia de histórias populares e lendas antigas compilado e editado por Feng Menglong durante a Dinastia Ming.  É precedido por Contos Antigos e Modernos (1620) e Contos para Advertir o Mundo (1624). 
Em português, é encontrado sob o títulos de Contos para Alertar o Mundo e Palavras Eternas para Despertar o Mundo.
Gujin Xiaoshuo foi publicado em 1627.

## Histórias
| N° | Título                                                           | Título Original | Nota  |
| -- | ---------------------------------------------------------------- | --------------- | ----- |
| 23 | Príncipe Hailing da Dinastia Jin morre de indulgência na luxúria | 金海陵縱欲亡身  | [ 3 ] |